# Phintella debilis
Phintella debilis är en spindelart som först beskrevs av Tord Tamerlan Teodor Thorell 1891.  Phintella debilis ingår i släktet Phintella och familjen hoppspindlar. Inga underarter finns listade i Catalogue of Life.